# 若い素顔 (橋幸夫の曲)
「若い素顔」は、1961年5月5日に ビクターより発売された橋幸夫の7枚目のシングル（VS-497）で、山中みゆきとのデュエット曲である。山中みゆきには2枚目のシングルとなる。

## 概要
- 作詞、作曲は佐伯孝夫、吉田正の橋の両恩師でこれはデビュー曲『潮来笠』以来変わっていないが、橋にとっては初めてのデュエット曲となる。
- 股旅ものでデビューした橋だが、現代調の楽曲としては、デビュー翌月の2枚目のシングル『あれが岬の灯だ』についでの楽曲となる。
- 橋は「山中みゆきも吉田先生の弟子で、兄妹のイメージで（山中を）売り出そうとしていた」と回想している[2]。このため橋の映画『磯ぶし源太』にも出演して、映画の中で橋と二人で唄っている。
- 歌詞は、ボクサーとその妹という設定になっており、橋は「題名のように、（ボクシングをやっていた）僕の素顔を出しているみたいな歌」と評している[3]。
- c/wは「夜のスイートピー」で、これも佐伯作詞、吉田作曲だが、山中みゆきの単独歌唱となっている。
- 橋は、同日付けで『南海の美少年（天草四郎の唄）』をリリースしており、「これが私の路線」としている[2]。

## 収録曲
1. 若い素顔
作詞： 佐伯孝夫、作・編曲：吉田正
2. 夜のスイートピー
作詞： 佐伯孝夫、作・編曲：吉田正

## 収録アルバム
- アルバムへの収録はない
- CD-BOXの収録
  - 『橋幸夫大全集』（CD-BOX 6枚組） [1993年9月20日発売] Disc1